# Park Redena w Tarnowskich Górach
Park Redena  (w międzywojniu też pol.: Sielanka Redena ; niem. Redenpark) – zabytkowy (figurujący w gminnej ewidencji zabytków ) park założony na Górze Redena w pierwszej połowie XIX wieku, znajdujący się w Tarnowskich Górach, w dzielnicy Śródmieście-Centrum; najstarszy park na obszarze tego miasta .

## Położenie
Park położony jest w centralnej części Tarnowskich Gór, na terenie dzielnicy Śródmieście-Centrum. Ma kształt trójkąta prostokątnego, a jego granice od północy i wschodu tworzy ul. Towarowa, zaś od południowego zachodu – ul. Opolska. W pobliżu parku znajdują się m.in.: koszary 5 Pułku Chemicznego, Osiedle Fazos, Powiatowy Urząd Pracy w Tarnowskich Górach oraz Przedsiębiorstwo Wodociągów i Kanalizacji (PWiK Sp. z o.o) z zabytkową wieżą ciśnień z 1926 oraz szybem „Kaehler” .

## Historia

### Przed założeniem

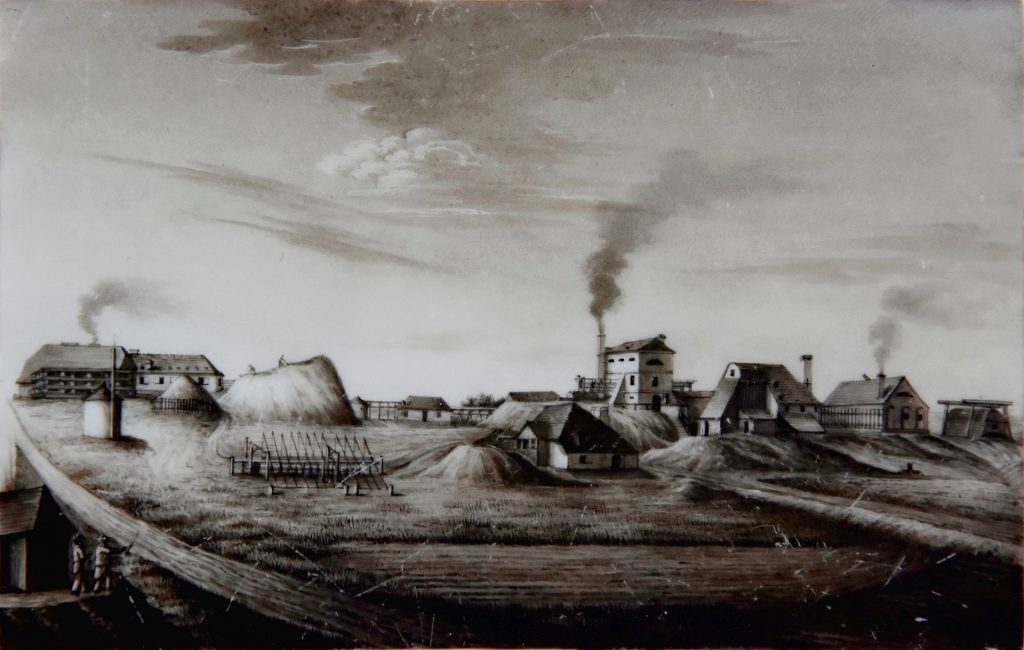
Widok na Górę Redena, ok. 1835

Teren późniejszego Parku Redena, znajdujący się przy dawnym gościńcu z Tarnowskich Gór do Strzybnicy (obecna ul. Opolska) po północnej stronie Góry Redena (o wysokości 319  lub 321 m n.p.m.) już od XVII wieku był miejscem intensywnych prac górniczych . Znajdowały się tam m.in. główne szyby starej sztolni „Boże wspomóż” (niem. Der Gotthelf Stollen), drążonej w latach 1652–1695, a następnie porzuconej, której cały przebieg uległ na początku XVIII wieku zawaleniu w wyniku kurzawki. 
24 sierpnia 1785 dzięki staraniom Friedricha Wilhelma von Redena, dyrektora Wyższego Urzędu Górniczego we Wrocławiu, podjęto decyzję o budowie nowej sztolni Gotthelf, prace nad którą rozpoczęto w roku następnym. Roznos wytyczono w dolinie rzeki Stoły w Strzybnicy, w miejscu roznosu starej sztolni, natomiast większość chodnika poprowadzona została nowym szlakiem w kierunku południowo-wschodnim. W marcu 1801 na znajdującym się na terenie późniejszego parku szybie „Friederike” ustawiono 32-calową maszynę ogniową, której zadaniem było napędzanie pomp odwadniających przebiegające pod wzgórzem wyrobiska, by umożliwić przebijanie nowego chodnika również w kierunku północno-zachodnim. 16 czerwca 1803 nastąpiło jego połączenie z drążoną od strony Strzybnicy sztolnią . 

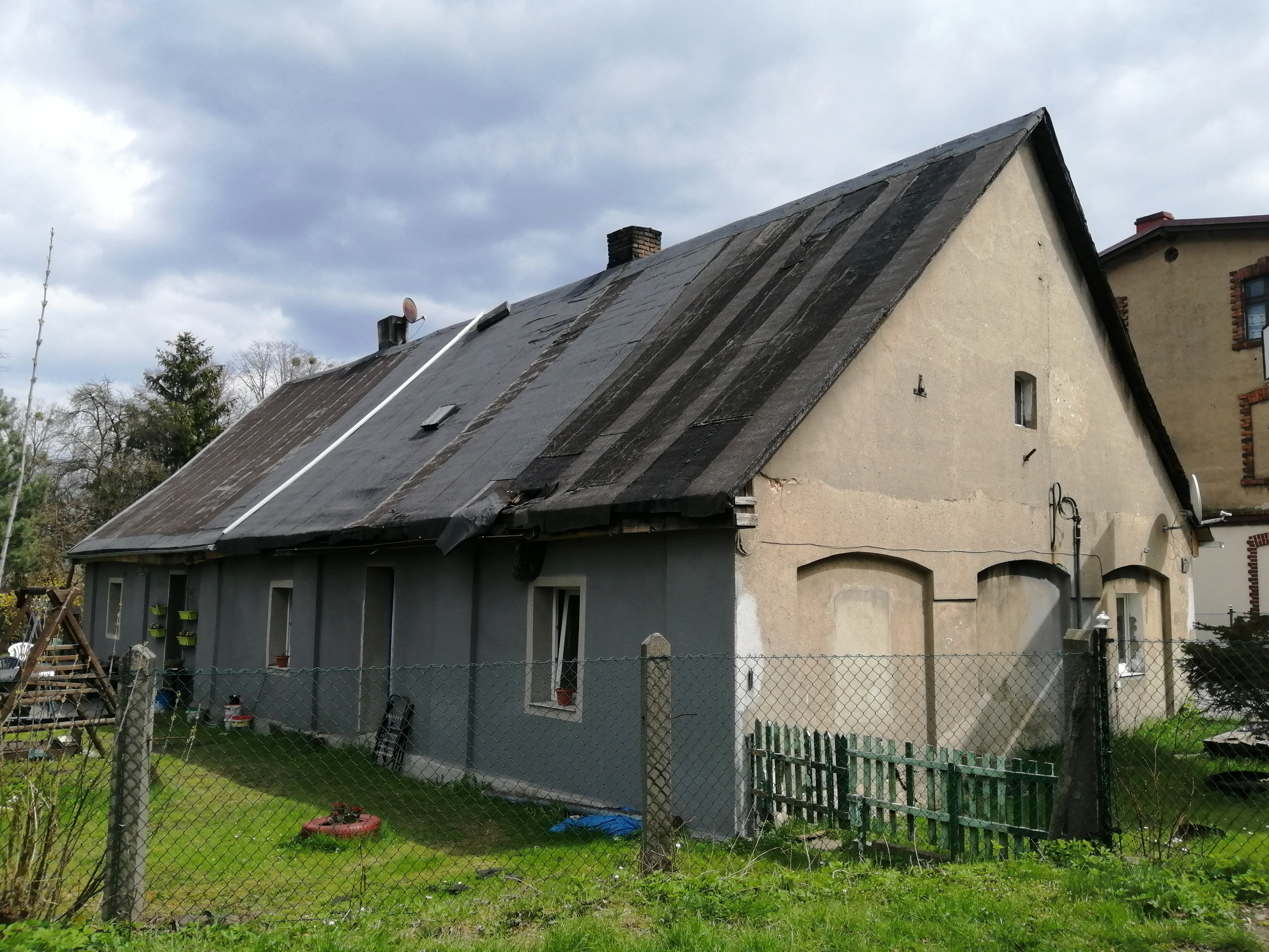
Dawna kuźnia przy obecnej ul. Opolskiej 73 (2021)

Jeszcze przed ukończeniem sztolni Gotthelf od strony szybu „Friederike” zaczęto drążyć chodnik w kierunku południowo-wschodnim. W 1806 połączył się on z tzw. Podkopem Redena odwadniającym cały obszar Królewskiej Kopalni Fryderyk (niem. Königliche Friedrichsgrube). Z racji wynoszącej 6 m różnicy poziomów między obydwoma korytarzami, na szybie zainstalowano nowoczesną, 60-calową maszynę parową systemu Boultona-Watta pompującą wodę z głębokości ok. 48 m (Podkop Redena) na poziom ok. 42 m (sztolnia Gotthelf) .
W latach 1810–1811 od szybu „Friederike” poprowadzono wzdłuż obecnej ulicy Opolskiej w kierunku Rynku (z odgałęzieniami do fabryki cementu, na ul. Strzelecką i ul. Górniczą) wodociąg zbudowany z rur żeliwnych o średnicy 2½ cala. Mniej więcej w tym samym okresie wydrążono pobliski szyb „Kaehler” o głębokości 56 m. W 1812 w południowo-wschodniej części terenu powstał budynek cechowni – parterowy, zbudowany na rzucie prostokąta, nakryty naczółkowym dachem – mieszczący również mieszkania dla pracujących tu górników (obecny adres: ul. Opolska 57). Około 1815 na zachód od 60-calowej maszyny (ul. Opolska 73) wzniesiono natomiast budynek kuźni i magazynu z charakterystycznymi blendami .
Po śmierci hrabiego von Redena w 1815, dla upamiętnienia tej ważnej dla miasta i regionu postaci, wzgórze, na którym później powstał park, zaczęto nazywać  w języku niemieckim Redensberg , a istniejące budynki mieszkalne utworzyły osadę zwaną po niemiecku Colonie Redensberg (wzgórze i kolonia w języku polskim: Góra Redena).

### Po 1834

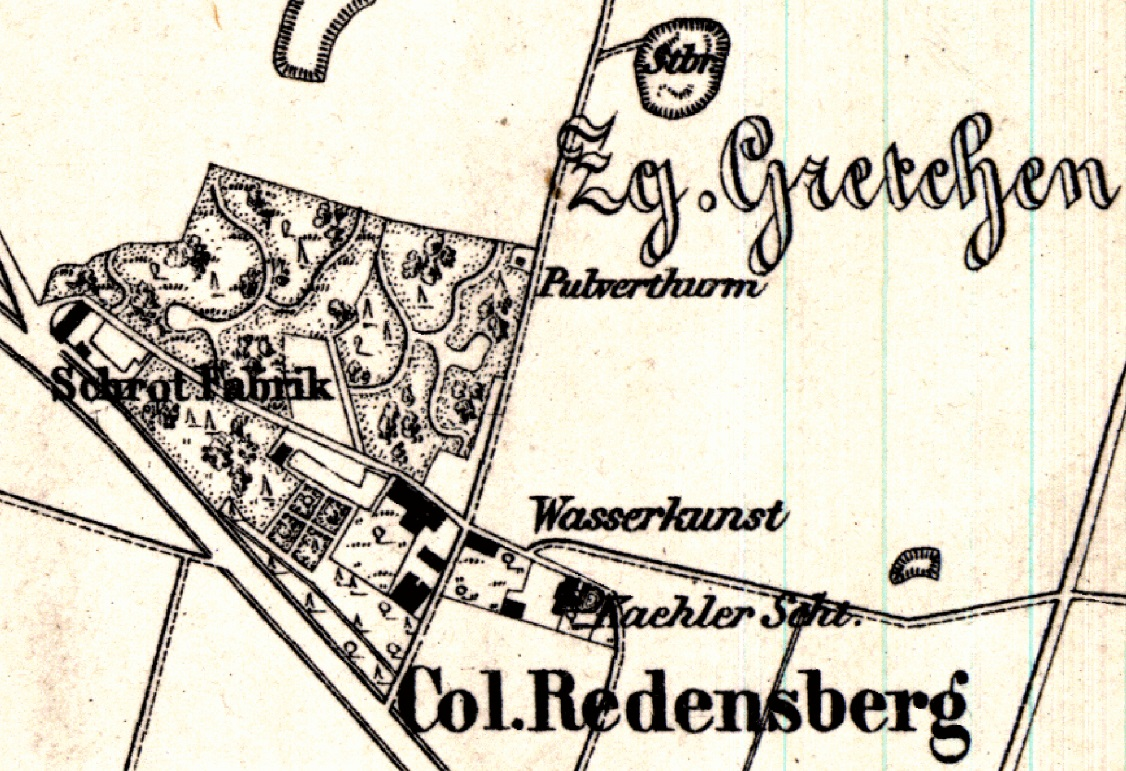
Góra Redena (Colonie Redensberg) z parkiem i fabryką śrutu (Schrot-Fabrik); 1883

W 1834 ukończono budowę Głębokiej Sztolni „Fryderyk” (Tiefer-Friedrichstollen), nowej sztolni odwadniającej tarnogórskie wyrobiska, w związku z czym urządzenia na Górze Redena przestały być potrzebne kopalni. W kwietniu 1835 wodociągi wraz z szybem „Kaehler” zostały przekazane miastu (jako PWiK funkcjonują do dziś). Pozostałe istniejące na wzniesieniu budynki (wieża prochowa, płuczki, magazyny rudy, budynki kruszarek, sortownia) zostały z kolei przekształcone w budynki mieszkalne i gospodarcze lub wyburzone .
Teren górniczy na Górze Redena uwieczniony został jeszcze po raz ostatni przez nieznanego autora na dnie porcelanowego talerza z ok. 1835, wyprodukowanego przez berlińską Königliche Porzellan-Manufaktur lub Krister Porzellan-Manufaktur z Wałbrzycha . 
Wkrótce obszar pokopalniany na Górze Redena został zakupiony przez mieszczanina Opitza (Opica). Przebudował on dawną cechownię na elegancką podmiejską willę oraz założył prywatny park. Urozmaicony licznymi hałdami i jarami teren pokopalniany obsadzony został lipami drobnolistnymi oraz pojedynczymi kasztanowcami zwyczajnymi, świerkami pospolitymi i jesionami wyniosłymi; z czasem wyrosły tam również robinie akacjowe, brzozy brodawkowate, głogi oraz dzikie bzy czarne, a także podrosty klonów zwyczajnych, dębów szypułkowych i jarzęba pospolitego  . 
Od 1843 w budynku dawnej kuźni obok parku działała Fabryka Gwoździ i Śrutu (Schrot-Fabrik) należąca do Fabryki Wyrobów Metalowych (Metall-Waaren-Fabrik) E. F. Ohle’s Erben . 

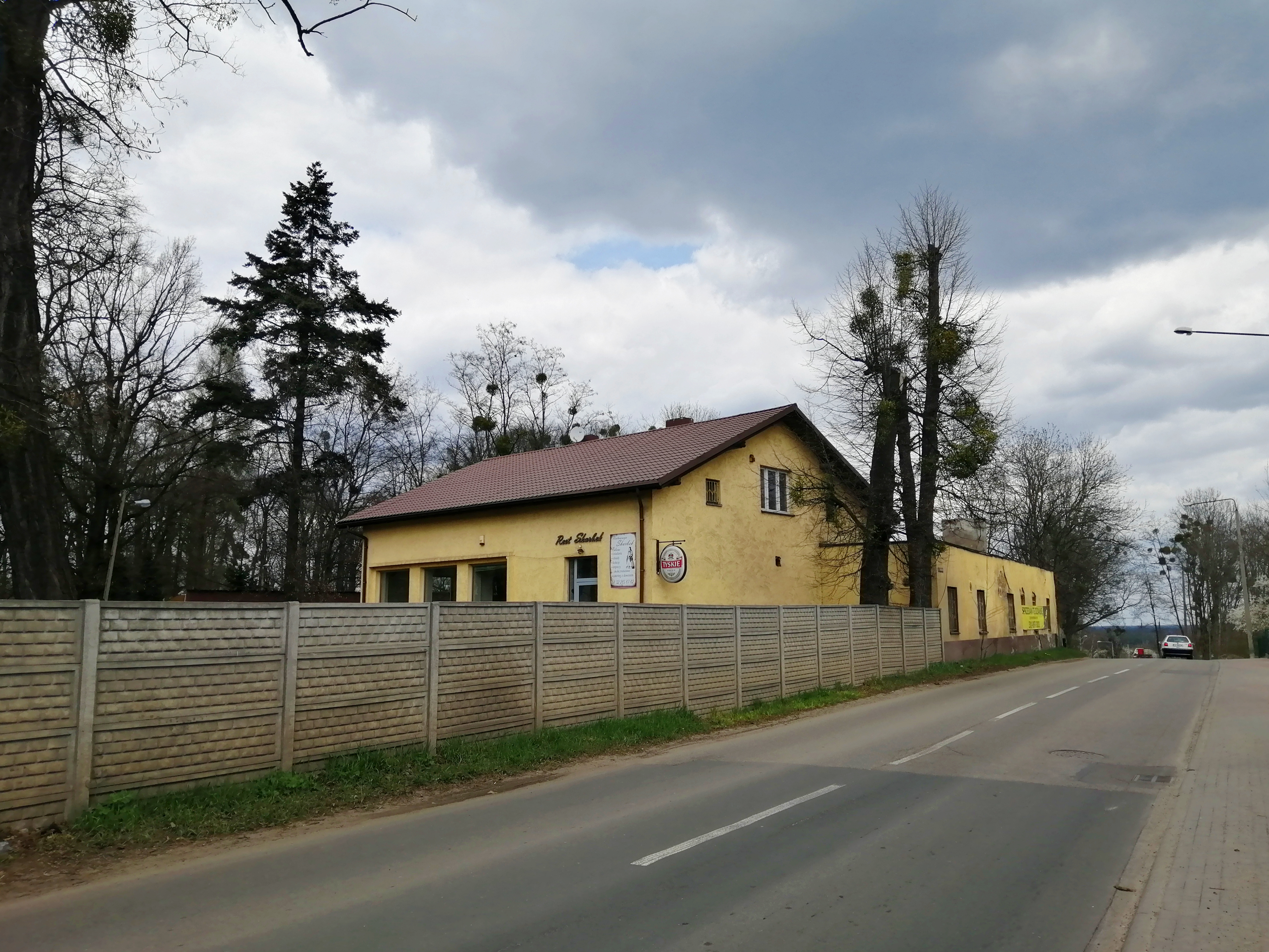
Budynek dawnej cechowni a następnie willi na terenie Sielanki Redena (2021)

W 1900 posiadłość na Górze Redena nabył aptekarz Sylwester Jeziołkowski . Od jego spadkobierców kupił ją w 1926 restaurator Wilhelm Paruzel, po czym udostępnił mieszkańcom jako miejsce wycieczkowe znane jako Sielanka Redena . W miejscu tym swoje festyny organizowały m.in. Liga Morska i Kolonialna oraz Polski Czerwony Krzyż, często koncertowały tam różne orkiestry, istnieje także relacja z 1935 z miejskich obchodów święta Konstytucji 3 maja, których część miała miejsce w Parku Redena . Do 1945 na terenie parku stał upamiętniający hrabiego Redena obelisk . W parku znajdował się również okazały zegar słoneczny, obecnie zniszczony . 
Po II wojnie światowej park przez pewien czas pozostawał własnością prywatną, jednak w latach 60. XX wieku został wywłaszczony . W latach 70. jego teren uporządkowano i z myślą o mieszkańcach nowo powstającego osiedla przy zakładach Fazos wybudowano kawiarnię, przedszkole oraz jadłodajnię Tarnogórskich Zakładów Gastronomicznych  . Powierzchnia parku zmniejszyła się przez to do 2,8 ha . Budynek dawnej willi był wielokrotnie przebudowywany, ale zachował się do czasów współczesnych; przez pewien czas mieściła się w nim restauracja Skarbek .
W 1998 park stał się własnością spadkobierców prawowitych właścicieli. Przez dłuższy czas miejsce to było zaśmiecone i zaniedbane, obecnie jest częściowo ogrodzone   .